# (390) Alma
(390) Alma – planetoida z pasa głównego asteroid.

## Odkrycie
Została odkryta 24 marca 1894 roku w Obserwatorium Astronomicznym w Paryżu przez Guillaume Bigourdana. Nazwa planetoidy pochodzi od rzeki Almy na Krymie. Przed jej nadaniem planetoida nosiła oznaczenie tymczasowe (390) 1894 BC.

## Orbita
(390) Alma okrąża Słońce w ciągu 4 lat i 118 dni w średniej odległości 2,65 j.a. Planetoida należy do rodziny planetoidy Eunomia.